# 神户枪乌贼
神户枪乌贼（学名：Loligo kobiensis）为枪乌贼科枪乌贼属的动物。分布于日本群岛南部海域，包括东海、南海等海域，生活环境为海水，多生活于浅海以及暖水。该物种的模式产地在日本神户湾。其种加词“kobiensis ”意为“日本神户的”。